# From the Inside (bài hát của Linkin Park)
"From the Inside" là một bài hát của ban nhạc rock người Mỹ Linkin Park. Nó được phát hành làm đĩa đơn thứ 4 từ album thứ 2 của họ, Meteora, và là bài hát thứ 10 trong đĩa. Nó được phát hành ở Úc và Hoa Kỳ (nó chỉ được phát hành dưới dạng tải xuống ở Anh) vào năm 2004 làm đĩa đơn thứ 4 trong album.

## Video âm nhạc
Video âm nhạc được đạo diễn bởi Joe Hahn. Nó diễn ra trong bối cảnh một cuộc bạo loạn.
Video được quay trong chuyến lưu diễn Châu Âu năm 2003 của ban nhạc tại Prague, Cộng hòa Séc. Việc thực hiện video có thể được xem lại trên LPTV ("Mùa 2") tập 4.
Tính đến tháng 1 năm 2021, bài hát đã có 110 triệu lượt xem trên YouTube.

## Danh sách ca khúc
| STT | Nhan đề                           | Sáng tác              | Thời lượng |
| --- | --------------------------------- | --------------------- | ---------- |
| 1.  | "From the Inside"                 | Linkin Park           | 2:53       |
| 2.  | "Runaway" (Live in Texas)         | Linkin Park Wakefield | 3:07       |
| 3.  | "From the Inside" (Live in Texas) | Linkin Park           | 3:00       |

## Nhân sự
Linkin Park
- Chester Bennington - ca sĩ
- Rob Bourdon - trống
- Brad Delson - guitar chính
- Dave "Phoenix" Farrell - guitar bass
- Joe Hahn - bàn xoay, sampler
- Mike Shinoda - đàn organ, rap, guitar đệm

Sản xuất
- Don Gilmore - nhà sản xuất

## Xếp hạng
Bài hát là đĩa đơn kém thành công nhất của Meteora. Đây là đĩa đơn duy nhất trong album không lọt vào bảng xếp hạng Modern Rock Tracks hoặc bảng xếp hạng Billboard Hot 100 của Billboard.
| Bảng xếp hạng (2004)            | Vị trí cao nhất |
| ------------------------------- | --------------- |
| Úc (ARIA)                       | 37              |
| Áo (Ö3 Austria Top 40)          | 42              |
| Pháp (SNEP)                     | 35              |
| Đức (GfK)                       | 35              |
| Greece (IFPI)                   | 15              |
| Ý (FIMI)                        | 30              |
| New Zealand (Recorded Music NZ) | 50              |
| Polish Singles Chart            | 17              |
| Thụy Điển (Sverigetopplistan)   | 54              |
| Thụy Sĩ (Schweizer Hitparade)   | 38              |

| Bảng xếp hạng (2017)          | Vị trí cao nhất |
| ----------------------------- | --------------- |
| Anh Quốc Rock and Metal (OCC) | 15              |